# Kľače
Kľače es un municipio del distrito de Žilina en la región de Žilina, Eslovaquia, con una población estimada a final del año 2024 de 438 habitantes.
Se encuentra ubicado al oeste de la región, cerca del curso alto del río Váh (cuenca hidrográfica del Danubio) y de la frontera con la región de Trenčín.

## Demografía
| Año        | 1994 | 2004    | 2014    | 2024     |
| ---------- | ---- | ------- | ------- | -------- |
| Población  | 365  | 377     | 391     | 438      |
| Diferencia |      | +3,28 % | +3,71 % | +12,02 % |

| Año        | 2023 | 2024    |
| ---------- | ---- | ------- |
| Población  | 425  | 438     |
| Diferencia |      | +3,05 % |